# Диоцез Хамара

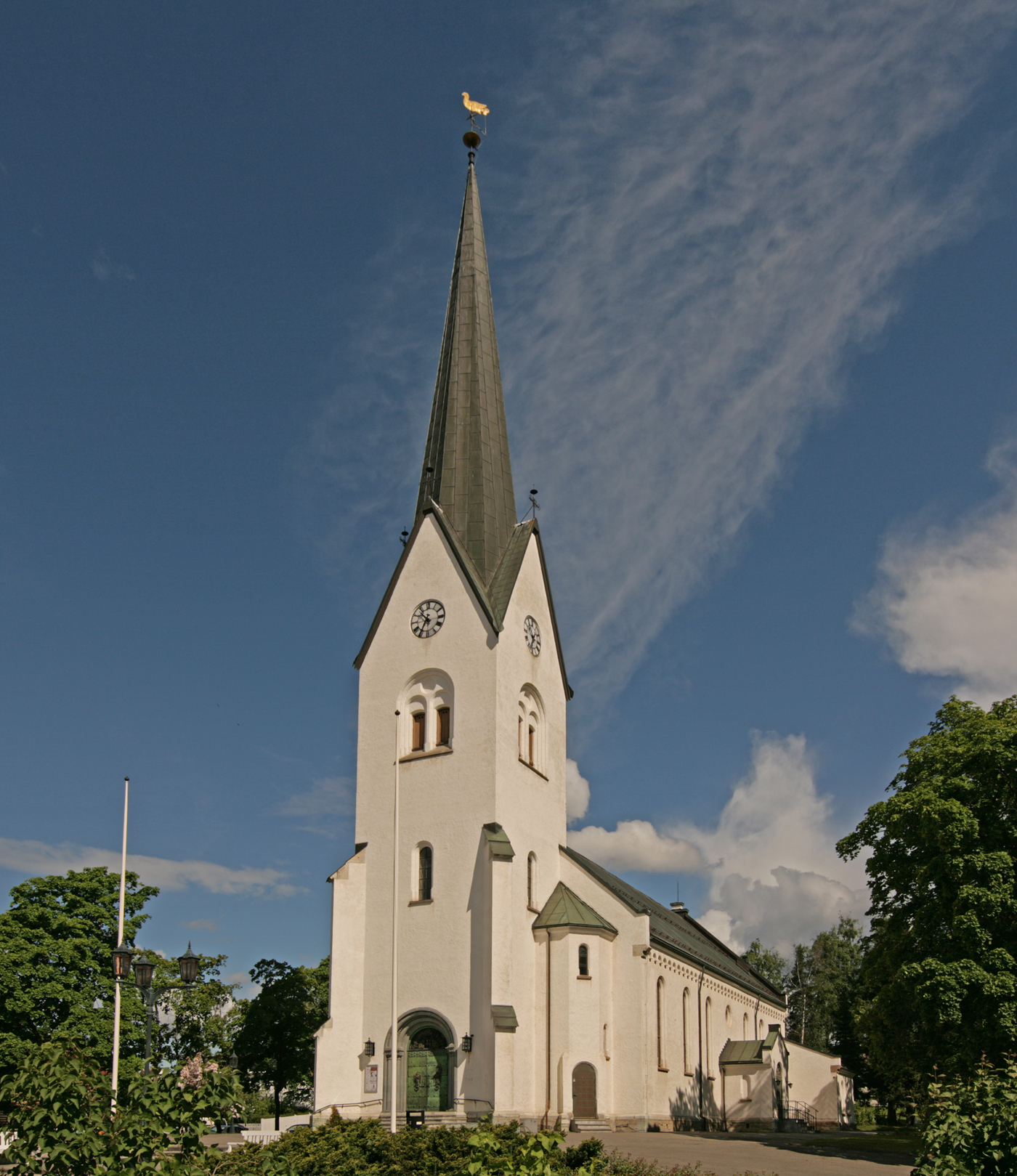
Хамарский собор

Расположение диоцеза Хамара

Диоцез Хамара (норв. Hamar Bispedømme) — один из одиннадцати диоцезов Церкви Норвегии. Включает в себя все церкви, расположенные в фюльке Иннландет (объединённые в 2020 году фюльке Оппланн и Хедмарк). Разделён на 10 пробств и насчитывает 164 прихода.
Кафедральным собором диоцеза является Хамарский собор. С 2006 года епископом является Сольвейг Фиске.

## История
Римско-католический диоцез Хамара появился в 1152 году, отделившись диоцеза Осло. Во время протестантской Реформации в 1536 году архиепископ и епископы были смещены, а диоцез Хамара вновь влился в диоцез Осло. Могенс Лауритссон был последним католическим епископом Хамара. В 1864 году диоцез Хамара вновь отделился от диоцеза Осло, и первым лютеранским епископом стал Халвор Олсен Фолкестад. Хамарский собор был освящён для богослужений 15 декабря 1866 года.

## Епископы
- 1864 — 1887: Халвор Олсен Фолкестад
- 1887 — 1906: Арнольд Хилле
- 1906 — 1917: Кристиан Брун
- 1917 — 1918: Отто Йенсен
- 1918 — 1922: Густав Йохан Фредрик Дитрихсон
- 1922 — 1934: Миккель Бьённесс-Якобсен
- 1934 — 1942: Хенрик Хилле
- 1942 — 1943: Георг Фальк-Хансен (назначен Национальным союзом)
- 1943 — 1945: Сигурд Хага (назначен Национальным союзом)
- 1945 — 1947: Хенрик Хилле
- 1947 — 1964: Кристиан Шелдеруп
- 1964 — 1974: Александр Йонсон
- 1974 — 1993: Георг Хилле
- 1993 — 2006: Розмари Кён
- 2006 — н. в.: Сольвейг Фиске